# Blood and Ice Cream Trilogy
 Pour plus de détails, voir Fiche technique et Distribution
Blood and Ice Cream Trilogy (également appelée The Three Flavours Cornetto Trilogy ou Trilogie Cornetto) est une trilogie de films britannico-franco-américano-japonais réalisée par Edgar Wright, écrite par Wright et Simon Pegg, avec Pegg et Nick Frost. Ce nom fait référence aux personnages des trois films achetant, à un moment ou à un autre du film, des glaces Cornetto, et avec la présence de sang, ces films étant des parodies de films d'horreur ou d'action.
Les trois films de la trilogie rendent chacun hommage à un genre cinématographique différent, avec une couleur principale mise en avant :
- Shaun of the Dead (2004), un film de zombies (couleur rouge du sang) ;
- Hot Fuzz (2007), un film policier (couleur bleue de la police) ;
- Le Dernier Pub avant la fin du monde (2013), un film de science-fiction (couleur verte des extraterrestres).

## Éléments récurrents
L'ensemble des trois films exploite le comique de répétition.
Les glaces Cornetto sont un accessoire intervenant dans les trois films. Dans Shaun of the Dead, un personnage mange un cône de marque Cornetto rouge (le rouge en référence au sang et aux zombies), un Cornetto bleu dans Hot Fuzz (le bleu est la couleur de la police), et l'emballage d'un Cornetto vert est aperçu brièvement, emporté par le vent à la fin dans Le Dernier Pub avant la fin du monde (le vert en référence aux extraterrestres), ceci en référence à la trilogie des Trois couleurs de Krzysztof Kieślowski.
On peut remarquer également la récurrence du « gag de la barrière » dans chacun des trois films : un des personnages tombe dans chacun des films en voulant passer au-dessus d'une barrière.

## Fiche technique
| Équipe                         | Shaun of the Dead (2004)                                                                              | Hot Fuzz (2007)                                                      | Le Dernier Pub avant la fin du monde (2013)                     |
| ------------------------------ | --- | -------------------------------------------------------------------- | --------------------------------------------------------------- |
| Titre québécois (si différent) | Shaun et les zombies                                                                                  | Super flic                                                           |                                                                 |
| Titre original (si différent)  | |                                                                      | The World's End                                                 |
| Réalisateur                    | Edgar Wright                                                                                          | Edgar Wright                                                         | Edgar Wright                                                    |
| Scénaristes                    | Edgar Wright                                                                                          | Edgar Wright                                                         | Edgar Wright                                                    |
| Scénaristes                    | Simon Pegg                                                                                            |                                                                      |                                                                 |
| Producteurs                    | Nira Park                                                                                             | Nira Park                                                            | Nira Park                                                       |
| Producteurs                    | Tim Bevan                                                                                             |                                                                      |                                                                 |
| Producteurs                    | Eric Fellner                                                                                          |                                                                      |                                                                 |
| Monteur                        | Chris Dickens                                                                                         | Chris Dickens                                                        | Paul Machliss                                                   |
| Photographie                   | David Dunlap                                                                                          | Jess Hall                                                            | Bill Pope                                                       |
| Musique                        | Dan Mudford                                                                                           | David Arnold                                                         | Steven Price                                                    |
| Musique                        | Pete Woodhead                                                                                         | David Arnold                                                         | Steven Price                                                    |
| Dates de sortie Royaume-Uni    | 9 avril 2004                                                                                          | 14 février 2007                                                      | 19 juillet 2013                                                 |
| Dates de sortie France         | 27 juillet 2005                                                                                       | 18 juillet 2007                                                      | 28 août 2013                                                    |
| Durée                          | 95 minutes                                                                                            | 121 minutes                                                          | 109 minutes                                                     |
| Budget                         | 6 100 000 $                                                                                           | 16 000 000 $                                                         | 20 000 000 $                                                    |
| Genres                         | comédie                                                                                               | comédie                                                              | comédie                                                         |
| Genres                         | film de zombies                                                                                       | policier                                                             | film catastrophe                                                |
| Genres                         | science-fiction                                                                                       | thriller                                                             | science-fiction                                                 |
| Pays d'origine                 | Royaume-Uni                                                                                           | Royaume-Uni                                                          | Royaume-Uni                                                     |
| Pays d'origine                 | France                                                                                                | France                                                               | États-Unis                                                      |
| Pays d'origine                 | | Japon                                                                |                                                                 |
| Sociétés de production         | StudiocanalWorking Title FilmsWT2 ProductionsBig Talk ProductionsInside Track 2FilmFourDe Wolfe Music | StudiocanalRogue PicturesIngenious Film PartnersBig Talk Productions | Relativity MediaStudiocanalWorking Title FilmsBig Talk Pictures |

## Distribution principale et acteurs récurrents
À propos du Dernier Pub avant la fin du monde, Edgar Wright déclare que tous les acteurs apparaissant dans les deux premiers films sont présents dans le troisième.
| Acteurs / actrices | Films             | Films                   | Films                                |
| Acteurs / actrices | Shaun of the Dead | Hot Fuzz                | Le Dernier Pub avant la fin du monde |
| ------------------ | ----------------- | ----------------------- | ------------------------------------ |
| Simon Pegg         | Shaun Riley       | sergent Nicholas Angel  | Gary King                            |
| Nick Frost         | Ed                | P.C. Danny Butterman    | Andy Knightley                       |
| Julia Deakin       | la mère d'Yvonne  | Mary Porter             | B&B Landlady                         |
| Martin Freeman     | Declan            | Met sergent             | Oliver Chamberlain                   |
| Bill Nighy         | Philip            | chef inspecteur Kenneth | le Réseau                            |
| Rafe Spall         | Noel              | D.C. Andy Cartwright    | le jeune homme achetant une maison   |
| Patricia Franklin  | Spinster          | Annette Roper           | une femme                            |
| Reece Shearsmith   | Mark              |                         | un collaborateur                     |
| Michael Smiley     | Tyres             |                         | Révérend Green                       |
| Peter Serafinowicz | Pete              |                         | le propriétaire de la maison         |
| Nicola Cunningham  | Mary              |                         | un patient                           |
| David Bradley      |                   | Arthur Webley           | Basil                                |
| Paddy Considine    |                   | D.S. Andy Wainwright    | Steven Prince                        |
| Alice Lowe         |                   | Tina                    | l'acheteuse de la maison             |